# Полезные ископаемые Волгоградской области
Волгоградская область обладает высоким потенциалом природных ресурсов для развития минерально-сырьевой базы на основе сосредоточенных в недрах разнообразных полезных ископаемых: углеводородного сырья (нефть, конденсат, газ), химического (калийные, магниевые, натриевые соли, фосфориты) и цементного сырья для металлургической промышленности. В 2022 году валовая добавленная стоимость добычи полезных ископаемых составила 38 млрд рублей, или 4% от ВРП региона.

## Углеводороды
Область относится к старым нефтедобывающим районам со сравнительно высоким освоением нефтяных ресурсов. На её территории открыто 93 нефтяных и газовых месторождений, из них выработанных — 9, в консервации — 21, в разведке — 1 и в разработке — 63. Добыча нефти в 2003 году составила около 3,5 млн тонн.
74 % запасов углеводородов приходится на залежи новых месторождений, но в старом нефтяном районе, благодаря интенсификации процесса добычи, 80 % нефти добывается наиболее экономичным, фонтанным способом.

## Твёрдые
В Волгоградской области насчитывается 209 месторождений и 110 проявлений твёрдых полезных ископаемых, из которых 47 месторождений разрабатываются (это составляет 22,5 % от общего количества). Среди них выделяются группы сырья (поваренная и каменная соль, магниевая соль-бишофит, фосфориты, торф); сырьё для промышленности стройматериалов (породы для производства извести, строительного щебня и бетонов, пески различного назначения, глины и суглинки для производства керамического кирпича, черепицы и керамзитового гравия.
Основная часть месторождений находится на правобережье р. Волги. Левобережная часть характеризуется незначительным количеством выявленных месторождений. Неравномерно распределены месторождения и проявления по административным районам. Если в Камышинском и Светлоярском районах их наибольшее количество, то в Чернышковском, Ленинском и Старополтавском — нет ни одного.
Разработка месторождений осуществляется преимущественно открытым способом. Площадь отчуждённых земель под карьеры составляет около 0,04 % от общей территории области.
В пределах области широко развиты натриевые (каменная или поваренная), калийные и магниевые соли, на базе которых возможно создание крупных производств по их переработке: Светлоярское и Эльтонское месторождения поваренной соли, Эльтонское и Гремячинское месторождения калийных солей.
В 1960-е годы на территории области были разведаны Камышинское и Трёхостровское месторождения желваковых фосфоритов с суммарными запасами фосфоритовой руды 15,2 млн тонн. Эти месторождения подготовлены к освоению и являются самыми крупными из всех известных в Поволжье.
Глауконит, как полезное ископаемое, относится к нетрадиционным видам сырья и его использование в различных отраслях хозяйства имеет пока ограниченный характер. По набору полезных свойств глауконит является сырьём многоцелевого назначения. Он может использоваться в производстве цветных эмульсионных и масляных красок.

## Торф
Месторождения и проявления торфа расположены в северо-западной части области, в пределах Урюпинского, Новоаннинского, Алексеевского, Киквидзенского, Серафимовичского и Михайловского районов.
В целом учтены 16 месторождений с балансовыми запасами категории С — 922 тыс. т и забалансовыми — 1033 тыс. т. Кроме этого, учтены 12 проявлений с прогнозными ресурсами (кат. Pi) 1877 тыс. т.
Перспективным для постановки разведочных работ является месторождение Трясиновские Ольхи — с запасами 341 тыс. т по категории С2. Расположено оно в 23 км на северо-восток от г. Серафимович.
Торфяное сырьё может применяться для производства органических и органо-минеральных удобрений всех видов, торфяных грунтов всех видов, прессованной продукции, препаратов на гуминовой основе, бытового и энергетического топлива, подстилок в животноводстве.

## Нерудные
Сырьё для строительной индустрии в Волгоградской области представлено карбонатными породами, используемыми для производства извести, строительного щебня и бетонов; песками — для производства силикатного кирпича, асфальтобетонов, бетонов и растворов; глинами для производства керамического кирпича, черепицы и керамзитового гравия; песчаниками для производства строительного щебня, бутового камня и бетонов.
Минерально-сырьевая база кирпичного сырья представлена 53 разведанными месторождениями. Из них эксплуатируется 5 (пролицензировано 15, остальные 10 подготавливаются к разработке). Общие запасы глин и суглинков промышленных категорий составляют 58136 тыс. м³.
Наибольшее количество месторождений сосредоточено в пределах г. Волгоград, Урюпинском и Николаевском районах. Значительные по запасам месторождения сосредоточены в Светлоярском и Среднеахтубинском районах. В настоящее время в области функционируют 8 заводов по производству керамического кирпича.
Созданная в настоящее время минерально-сырьевая база кирпичного сырья позволяет полностью удовлетворить текущие и перспективные нужды области на длительный период (свыше 25 лет). Перспективы выявления мелких кирпичных месторождений.

## Керамзит
В Волгоградской области керамзит используется как лёгкий наполнитель в бетоны и железобетоны и как теплоизоляционный материал для различных засыпок. Он является наиболее распространённым из искусственных пористых заполнителей. Это объясняется широким развитием глинистых пород, которые служат сырьём для его производства.
Минерально-сырьевая база керамзитового сырья области представлена 10 разведанными месторождениями с суммарными запасами по промышленным категориям 37201 тыс. м³.
Действующие в настоящее время заводы при планируемых объёмах производства обеспечены запасами на 25 лет и более и имеют возможность увеличить запасы эксплуатируемых месторождений за счёт доразведки запасов категории С2 и прилегающих к ним площадей. Имеются благоприятные возможности по дальнейшему наращиванию запасов. Наиболее перспективны районы Заволжья, г. Волгоград, Жирновский и Фроловский. Качество сырья разведанных месторождений позволяет производить керамзит высоких марок.

## Щебень
В качестве естественных каменных материалов употребляются доломитизированные известняки которые используются для производства строительного щебня и бутового камня.
Высокопрочный щебень для производства бетона поставляется, в основном, из других областей и республик, так как местный щебень, в большинстве, не имеет необходимой прочности. В структуре добычи каменных стройматериалов и производства строительного щебня в области главную роль играют месторождения карбонатных пород, на долю которых приходится 90-95 % выпускаемого строительного щебня. Практически весь бутовый камень, применяемый в строительстве, производится из песчаников.
В области имеется 17 действующих карьеров строительного щебня и бутового камня. Общее количество месторождений и проявлений, имеющих промышленное значение, составляет 107, из них разведано 52 месторождения, в том числе 16 — карбонатных пород и 36 — песчаников. Суммарное количество разведанных запасов по этим месторождениям равно 560 899 тыс. м³, в том числе по карбонатным породам — 553 788,5 тыс. м³ и по песчаникам − 7110,6 тыс. м³.
Наибольшее количество разведанных запасов сосредоточено в Клетском, Жирновском и Фроловском районах.

## Разные пески
Пески используются в производстве бетонов, строительных растворов, силикатных стройматериалов, формовочных смесей, для получения абразивов и стеклотары, выработки фракционированных песков для гидроразрыва нефтяных пластов и фильтров, а также для дорожного строительства и благоустройства.
Волгоградская область не ввозит пески из других регионов и полностью обеспечивается за счёт местных ресурсов. Имеются два типа месторождений песчаного сырья, существенно различных по горно-геологическим условиям эксплуатации. Первый тип — это месторождения, приуроченные к участкам русла рек Волги и Ахтубы. Добыча песка ведётся обычно из-под воды непосредственно с барж при помощи ковшов. Добытый песок складируется в специальных местах у берегов и перевозится потребителям преимущественно водным транспортом. Второй тип — это обычные месторождения, пески которых либо обнажаются на земной поверхности, либо залегают под чехлом других осадков на небольшой глубине. Добыча на таких месторождениях осуществляется открытым способом.
На территории области расположены 3 детально разведанных месторождения формовочных песков: Ерзовское, Северочелюскинское и Чапурниковское, общие запасы по которым составляют около 67 млн т. Кроме того, выявлены и предварительно разведаны Орловское (Северный участок) и Тишанское месторождения, запасы по которым составляют 48,455 млн т. Имеющаяся сырьевая база формовочного сырья обеспечивает потребности предприятий области на далёкую перспективу и необходимость разведки новых месторождений отсутствует. Созданный резерв запасов позволяет удовлетворить также и потребности соседних регионов в данном виде сырья.
Стекольные пески известны на севере области, где в пределах Камышинского района имеется два разведанных месторождения: Елшанское и Камышинское.
Пески для производства абразивов представлены одним разведанным месторождением (Орловским-1), расположенным в Городищенском районе. Разведанные запасы составляют около 10 млн т.
Пески для фильтров и нефтяной промышленности — это группа кварцевых крупнозернистых песков, представляющих интерес для устройства фильтров при строительстве водоочистных сооружений и для гидроразрыва нефтяных пластов при нефтедобыче. Пески эти выделены условно вследствие уникальности их применения и дефицитности. Указанные пески используются в промышленности только после обогащения и рассева на фракции.
В Волгоградской области действует единственный в СНГ завод спецнефтематериалов, поставляющий продукцию в различные районы страны.
Основной сырьевой базой производства фракционированных песков является Екатериновское месторождение кварцевых разнозернистых песков, расположенное в Дубовском районе.
Пески силикатные используются для производства силикатных строительных материалов на заводах Волгограда, Камышина и Михайловки. Балансом запасов по области учтены 4 месторождения. Основные объёмы добычи силикатных песков приходятся на Орловское-3 месторождение. Суммарные разведанные запасы 3 эксплуатируемых месторождений составляют 49947 тыс. м³.
Пески для строительных работ широко используются в строительной индустрии области. Основными потребителями являются железобетонные и асфальтобетонные заводы, а также организации, занятые берегоукрепительными работами и строительством гидротехнических сооружений. Пески используются также для строительства дренажей и фильтров, а при мелиоративных работах, в очистных сооружениях, для приготовления строительных растворов, в дорожном строительстве, для устройства и планировки площадок, благоустройства, балластировки железнодорожного пути, ремонтных работ.
Минерально-сырьевая база строительных песков представлена 62 месторождениями и проявлениями, в том числе 38 разведанными месторождениями. Общие разведанные запасы составляют около 136 млн м³. Разведанными утверждёнными запасами располагают 22 района области, из которых наибольшее количество запасов сосредоточено в Дубовском районе, в пределах территории Волгограда, а также в Светлоярском, Городищенском и Камышинском районах. В пределах области учтено 18 карьеров по добыче строительных песков с поверхности и из русла р. Волги.

## Карбонатно-цементное сырьё
Минерально-сырьевая база карбонатного сырья для производства извести представлена 4 месторождениями известняка и 12 месторождениями мела. Разведанные запасы известняков сосредоточены в Иловлинском (35 625 тыс. т) и Фроловском (55 000 тыс. т) районах.
Общие разведанные запасы мела по области составляют 96 791 тыс. т, размещены они в 8 районах. Из 12 месторождений разрабатывается 1 — в Михайловском районе.
В целом Волгоградская область располагает практически неограниченными ресурсами карбонатного сырья для производства извести.

## Цементное сырьё
Область принадлежит к числу крупных производителей цемента в России. Весь объём производства сосредоточен на единственном цементном заводе, расположенном в городе Михайловка. Основными источниками сырья являются мел и суглинки Себряковского месторождения.
Общие запасы цемсырья по промышленным категориям составляют 1328,2 млн т, в том числе по Себряковскому месторождению — 1207,2 млн т.
Опоки для производства термолита. В Камышинском, Ольховском и Дубовском районах области выявлен ряд проявлений кремнистого сырья (опок), на которых проведены поисково-оценочные и разведочные работы. Общие запасы по этим проявлениям оценены в количестве 5,4 млн м³ по категории С2 и 71,7 млн м³ в качестве прогнозных ресурсов категорий P1+P2.
В области имеется 1 месторождение (Белогорское) и 2 проявления (Меловское и Долговское) бентонитовых глин.

## Железная руда
В области выявлено и оценено 3 месторождения железных руд. Железные руды по химическому составу бедные и требуют обогащения, содержание железа колеблется от 12 до 36,5 % (средневзвешенное от 20 до 27,3 %). Общие геологические запасы по категории С2 на выявленных месторождениях составляют 7 740 млн т.

## Титано-циркониевые руды
В области выявлено четыре проявления, представленных титано-циркониевыми россыпями в Урюпинском, Серафимовичском и Камышинском районах.
Все проявления имеют одинаковый состав рудных минералов — титановые представлены ильменитом и рутилом, циркониевые — цирконом. Содержания полезных компонентов в пересчёте на «условный» ильменит колеблются от 25 кг/м³ (Балтиновское проявление) до 66 кг/м³ (Западнокамышинское проявление). Общие прогнозные ресурсы всех проявлений оцениваются в 3,1 млн т «условного» ильменита. Из этого количества на долю титановых минералов приходится около 90 %.
На территории области в разное время был изучен ряд проявлений красящих минеральных пигментов, из которых практическое значение имеют только 2 — в Котовском и Иловлинском районах. Первое проявление представлено охристыми песками альбского яруса, прогнозные ресурсы — 224 тыс. т. Второе — Малояблоневское — связано с пестроокрашенными глинами триасового возраста, прогнозные ресурсы — 1800 тыс. т.
Минеральные пигменты обоих проявлений пригодны для получения красок. При этом Малояблоневское проявление может служить базой для создания крупного предприятия по производству клеевых и сухих фасадных красок, а также терразитов.

## Подземные воды
В экономическом и социальном развитии Волгоградской области подземные воды играют существенную роль, особенно в тех районах, где они являются практически единственным источником хозяйственно-питьевого и технического водоснабжения. Кроме того, являясь надёжными, экологически чистыми и безопасными в санитарно-эпидемиологическом плане, по сравнению с поверхностными источниками, подземные воды играют приоритетную роль в водоснабжении и тех населённых пунктов области, где поверхностные воды имеются в достаточном количестве.
На территории Волгоградской области разведано 116 участков месторождений подземных вод, утверждённых на ГКЗ, ТКЗ, НТС и 7 участков месторождений, рассмотренных на ПТС Волгоградской ГРЭ.
Большая часть из них разведана для орошения участков долголетних культурных пастбищ с целью создания кормовой базы для сельского хозяйства (93 участка). Из 123 участков месторождений в 1970—1980-е годы разведано 115.
Для водоснабжения города Волгограда, Волжского и других населённых пунктов разведано 29 участков с общими запасами 681,7 тыс. м³/сутки для хозяйственно-питьевого и 86,2 тыс. м³/сутки для производственно-технического водоснабжения. Общие разведанные запасы подземных вод по области составили 1515,8 тыс. м³/сутки.
Для промышленного освоения разведанные эксплуатационные запасы подготовлены в количестве 1159,2 тыс. м³/сутки.
В качественном отношении участки месторождений приурочены, как правило, к пресным водам с минерализацией до 1 г/дм³. Всего таких участков разведано 89 (1155,1 тыс. м³/сутки). Остальные содержат подземную воду с минерализацией до 3 г/дм³ − 34 участка (360,7 тыс. м³/сутки).
Всего на территории Волгоградской области в 2002 году эксплуатировалось 22 из 123 участков месторождений подземных вод. Из них 5 участков — для орошения, 17 — для хозяйственно-питьевого водоснабжения.

## Минеральные воды
На территории области к настоящему времени разведано 6 участков минеральных вод бальнеологического значения.
Скважинами вскрыты минеральные воды двух типов: сероводородные и хлоридно-сульфатные.
Сероводородные воды в количестве 0,3 тыс. м³/сут. разведаны в районе санатория «Качалинский» Иловлинского района. Скважиной № 1 км вскрыты слабосульфидные (H2S =18-20 мг/дм³) малой минерализации (4,4 г/дм³). Скважиной № 2 км вскрыты высокоминерализованные воды (до 12 г/дм³) с повышенным содержанием брома (до 29 мг/дм³).
Минеральные воды хлоридно-сульфатного типа разведаны на 5 участках лечебных минеральных подземных вод: Ергенинский, Горнополянский, Дубовский, Ермановский, Себряковский.